# Lista de lacunas nas autoestradas interestaduais dos Estados Unidos
Há lacunas no Sistema Interestadual de Autoestradas dos Estados Unidos, onde a estrada que transporta um escudo interestadual não está em conformidade com as normas estabelecidas pela Federal Highway Administration (FHWA), o órgão que define os regulamentos para o sistema de rodovias interestaduais. Em sua maior parte, o Sistema Interestadual de Autoestradas dos Estados Unidos é um sistema conectado, com a maioria das autoestradas concluídas; no entanto, algumas interestaduais ainda apresentam lacunas. Essas lacunas podem ser devidas a segmentos não conectados da mesma rota ou ao fato de a estrada não estar totalmente em conformidade com os padrões interestaduais, incluindo características como cruzamentos em nível, semáforos, vias expressas não divididas ou estreitas ou pontes móveis (pontes elevatórias e ponte basculante).

## Lacunas verdadeiras
As lacunas são aquelas em que várias seções desconexas da estrada têm o mesmo número de rodovia interestadual e podem ser razoavelmente consideradas parte de "uma rodovia" em teoria, com base na conexão direta por meio de outras rodovias, ou com base em planos futuros para preencher a lacuna na interestadual, ou simplesmente com base na brevidade da lacuna. As seções não estão fisicamente conectadas, ou estão conectadas, mas a conexão não está sinalizada como parte da rodovia. Essa lista não inclui rodovias diferentes que compartilham o mesmo número, como as duas diferentes I-76s, I-84s, I-86s, I-87s e I-88s, que, apesar das aparências, sempre foram planejadas como rodovias distintas e nunca foram planejadas como uma rota contígua.

### Interstate 26
Na Carolina do Norte, a Interstate 26 tem uma lacuna de Forks of Ivy até Asheville na saída 4A da Interstate 240. Isso se deve ao fato de que nem todas as partes da lacuna foram construídas de acordo com os padrões da Interstate. A partir de novembro de 2023, a Interstate 26 será designada como Futura I-26, US 19 e US 23. A construção dessa lacuna de acordo com os padrões da Interstate estava programada para começar em 2022.

### Interstate 49
A Interstate 49 (I-49) atualmente tem três seções: o alinhamento original da I-10 em Lafayette até a I-20 em Shreveport, uma da I-220 perto de Shreveport até Texarkana; e a terceira seção da I-40 perto de Alma, Arkansas, até a I-470/I-435 ao sul de Kansas City, Missouri. Um desvio ao sul de Bella Vista, Arkansas, foi concluído em 2021 e existia inicialmente como Arkansas Highway 549; a última designação é usada agora em uma seção curta a sudeste de Fort Smith, com vários quilômetros de extensão. Está planejado para ser conectado a uma interestadual com um projeto para construir uma nova estrada da Arkansas Highway 22 à Interstate 40 em Arkansas. A I-49 de Fort Smith a Texarkana ainda não foi construída. Espera-se que essas lacunas sejam fechadas em algum momento.

### Interstate 69
A I-69 atualmente tem várias seções desconectadas: o alinhamento original vai de Indianápolis, Indiana, até Port Huron, Michigan. Há uma segunda seção que vai de perto de Evansville, Indiana, até Martinsville, Indiana, ao sul de Indianápolis. Em etapas de 2011 a 2018, seções da Purchase Parkway, I-24, Wendell H. Ford Western Kentucky Parkway e Pennyrile Parkway de Mayfield, Kentucky, a Henderson, Kentucky, passaram a ser sinalizadas como I-69. Em 2 de outubro de 2006, um segmento da I-69 foi inaugurado nos condados de Tunica e DeSoto, no Mississippi; desde então, esse segmento foi continuado (mas não está sinalizado) por Memphis, Tennessee, até uma interseção com a U.S. Highway 51 no lado norte. Entre 2012 e 2015, uma parte da U.S. Highway 59 (US 59) entre Rosenberg e Cleveland, Texas, estendendo-se por Houston, tornou-se parte da I-69. No sul do Texas, a rota da I-69 se divide em três ramais para cidades na fronteira entre os Estados Unidos e o México, nos quais quatro segmentos estão completos: um segmento curto da I-69E em Corpus Christi e outro de Raymondville até a fronteira em Brownsville; um segmento curto da I-69C em Edinburg e McAllen; e um segmento muito curto da I-69W adjacente à fronteira em Laredo.
A partir de 2021, os projetos para conectar esses segmentos estão em diferentes estágios de desenvolvimento. Indiana está atualmente trabalhando para conectar as seções Port Huron-Indianápolis e Martinsville-Evansville, estendendo a I-69 para o norte de Martinsville até o loop I-465 de Indianápolis, com construção planejada para ser concluída no final de 2024. Kentucky e Indiana esperam iniciar a construção do desvio leste de Henderson e a nova travessia do Rio Ohio, conectando as seções Mayfield-Henderson e Martinsville-Evansville, em 2022. O Kentucky tem planos de melhorar a seção restante da Purchase Parkway e trabalhar com o Tennessee para reconstruir o atual cruzamento na extremidade sul da Purchase Parkway em South Fulton, Tennessee, para fornecer uma conexão de fluxo livre para a rodovia existente US 51 para Union City, enquanto o Tennessee concluiu o desvio da I-69 de Union City. Atualmente, ela é designada como SR 690. Um desvio adicional de Troy foi proposto, mas ainda não foi financiado, o que completaria uma rota padrão de autoestrada da I-155 em Dyersburg até Henderson. O Tennessee adiou os planos de concluir a seção entre Dyersburg e Memphis para fechar a lacuna até que a seção South Fulton-Dyersburg seja concluída. A seção de Memphis a Houston é a menos desenvolvida; a partir de 2021, o Mississippi não tem planos atuais de estender a I-69 mais ao sul, e os estados de Luisiana e Arkansas não financiaram a construção de sua parte da rota proposta (via El Dorado e Shreveport) entre o Mississippi e o Texas, além de um desvio de duas pistas ao sul de Monticello, Arkansas, projetado para ser incorporado à I-69 em uma data posterior. O Texas continuou a financiar projetos para melhorar as rodovias U.S. 59, U.S. 77, U.S. 281 e outras rotas que eventualmente formariam partes da I-69 no sul do Texas e no leste do Texas, incluindo os ramais I-69W/C/E.

### Interstate 74
Atualmente, a I-74 tem cinco seções, o segmento original que vai de Cincinnati, Ohio, a Davenport, Iowa, a noroeste; uma da linha entre a Virgínia e a Carolina do Norte ao longo da I-77, ao sul e a leste, até um ponto a sudeste de Mount Airy, Carolina do Norte; uma que contorna High Point, conectando-se com a I-85 e chegando à I-73, onde as duas são simultâneas até Ellerbe; e do oeste de Laurinburg ao sul de Lumberton, Carolina do Norte, na I-95. A Carolina do Norte está atualmente trabalhando para conectar todas as suas seções da I-74.

### Interstate 86
A I-86 oriental tem duas seções desde 2006. Uma delas percorre 317 km (197 milhas) da I-90 em North East, Pensilvânia (uma cidade na parte noroeste do estado) até a saída 61 em Waverly, Nova Iorque. A segunda seção é um trecho de 15,9 km (9,9 milhas) fora de Binghamton, indo da I-81 em Kirkwood até a saída 79 em Windsor. A lacuna é sinalizada como Future 86. A I-86 eventualmente viajará de North East, Pensilvânia, até a New York State Thruway (I-87) perto de Harriman, Nova Iorque. Todas as seções e intervalos designados em Nova Iorque fazem parte da New York State Route 17.

### Interstate 99
A partir de 2023, a I-99 terá duas seções: uma da Pennsylvania Turnpike até o sul da I-80, concomitante com a US 220, e o da lime estadual entre a Pensilvânia e Nova Iorque ao norte da I-86 em Corning, Nova Iorque, concomitante com a US 15. Grande parte da rota intermediária, incluindo toda a seção da US 15 entre a I-180 em Williamsport e a divisa com o estado de Nova Iorque, foi construída de acordo com os padrões de autoestrada, mas ainda não está sinalizada como parte da I-99.
A sinalização da rota intermediária como I-99 será concluída quando a rota for atualizada para os padrões interestaduais, conectando os dois segmentos da I-99.

### Interstate 695
Quando a Ponte Francis Scott Key em Baltimore, Maryland, desabou em 2024, um segmento da I-695 desapareceria fisicamente por algum tempo como consequência do colapso da ponte. No momento do colapso, a seção da rodovia era legalmente a Maryland Route 695, mas essa seção foi redesignada I-695 pela American Association of State Highway and Transportation Officials em abril de 2024.

## Lacunas nas rodovias
As lacunas de autoestrada ocorrem quando a interestadual é sinalizada como uma rota contínua, mas parte dela, se não toda, não está de acordo com os padrões de autoestrada. Isso inclui pontes levadiças onde o tráfego na interestadual pode ser interrompido para embarcações. Isso não inclui instalações como cabines de pedágio, praças de pedágio, estações de inspeção agrícola ou estações de fronteira.

### Interseções em nível

#### Principais interseções em nível
Em áreas urbanas e densamente desenvolvidas, as interestaduais podem trafegar ao longo de estradas de superfície ou ter interseções em nível com sinais de parada ou semáforos. Isso geralmente acontece porque a interestadual começou a ser construída depois que o terreno já estava bastante desenvolvido e edifícios, como residências, empresas e outras vias, teriam de ser removidos para permitir a passagem de uma via expressa. Além disso, mais terrenos urbanizados teriam de ser liberados para que houvesse espaço para a construção de intercâmbios para conectar a interestadual e as ruas de superfície. Essa situação é extremamente incomum, pois as interestaduais geralmente são construídas ao redor das cidades ou através delas em terrenos pré-desenvolvidos ou pouco desenvolvidos.
- A I-516 se transforma em uma via expressa ao se dirigir para seu terminal leste. A via expressa apresenta uma conversão à direita na estrada de fachada e uma interseção em nível com a Mildred Street perto do terminal na Montgomery Street e Derenne Avenue (SR 21) em Savannah, Geórgia. A Mildred Street no sentido sul é fechada por barreiras de concreto.
- A I-19 entre a North West Street e seu terminal sul na West Crawford Street na North Sonoita Avenue, em Nogales, Arizona, consiste em ruas de superfície com semáforos. A sinalização desse segmento tem o objetivo de ajudar a direcionar o tráfego que vem do México para a interestadual mais próxima.
- A I-69E em Brownsville, Texas, passa por uma interseção sinalizada em nível com a University Avenue/East Boulevard, bem como por uma interseção menor com a Courage Street, antes de passar pelo Porto de entrada de Brownsville - Veterans e cruzar a Veterans International Bridge.
- A I-70 usa parte da US 30 ao longo de uma estrada de superfície em Breezewood, Pensilvânia. O tráfego que viaja para o leste na I-70/I-76 deve sair e percorrer uma curta distância na US 30 para continuar para o sul na I-70 em direção a Hancock, Maryland. (A rota é semelhante para o tráfego que segue a I-70 na direção oposta: o tráfego que viaja para o norte na I-70 deve sair e percorrer uma curta distância na US 30 para continuar para oeste na I-70/I-76 ou entrar na Pennsylvania Turnpike). Esse é um dos poucos casos de semáforos em uma interestadual. Antigamente, havia uma placa de um policial apontando para os motoristas que saíam da Pennsylvania Turnpike para entrar na US 30, dizendo: "Você, diminua a velocidade!" As empresas locais fizeram lobby para manter a lacuna a fim de evitar uma possível perda de negócios.[11]
- A I-676 tem uma seção de rua de superfície na extremidade oeste da Ponte Ben Franklin na Filadélfia, Pensilvânia, devido a áreas historicamente significativas. A sinalização e a Federal Highway Administration consideram que a I-676 usa as ruas de superfície; a Pennsylvania Department of Transportation e a New Jersey Department of Transportation consideram que a I-676 é contínua através da Ponte Ben Franklin, embora a ponte, construída em 1926, não esteja de acordo com os padrões interestaduais. No entanto, isso não viola especificamente os padrões interestaduais, pois os dois segmentos separados da I-676 estão em estados diferentes.

- A I-78 percorre um par de ruas de superfície de mão única, 12th Street e 14th Street, em Jersey City, Nova Jérsia, entre o final da New Jersey Turnpike Newark Bay Extension e o Holland Tunnel, que leva à cidade de Nova Iorque. Entre os dois pontos mencionados acima há quatro interseções sinalizadas.[12]
- A I-180 em Cheyenne, Wyoming, é uma via expressa sem trechos construídos de acordo com o padrão interestadual; o cruzamento com a I-80 é um simples cruzamento de diamante com dois semáforos na I-180.
- A I-81 perto de Alexandria, Nova Iorque, antes da Ponte Thousand Islands Bridge, que cruza o Rio Saint Lawrence, tem interseções com uma rampa de saída da NY-12 e uma estrada de serviço que liga a estação de pedágio da ponte a um departamento de polícia, além de cruzar a NY-12.

- A I-587 em Kingston, Nova Iorque, tem uma rotatória (com sinais de direção) em seu terminal norte com as rampas que levam à/da I-87.

#### Interseções em nível menores
Várias interestaduais em áreas rurais dos Estados Unidos têm interseções menores em nível (incluindo interrupções no canteiro central) com estradas de acesso a fazendas ou entradas de automóveis autorizadas somente para veículos, usadas para manutenção da rodovia ou conexão com estações de serviços públicos próximas. Isso geralmente se deve à falta de uma rodovia antiga, à necessidade de fornecer acesso à propriedade que era acessada por meio da estrada antes de sua atualização para uma interestadual e ao alto custo para construir um trevo para a pequena quantidade de tráfego que usaria essa conexão ou para construir uma estrada marginal paralela à rodovia até o trevo mais próximo.
- A I-10 no condado de Hudspeth, no Texas, tem pelo menos quinze interseções em nível contendo interrupções no canteiro central com estradas menores de terra ou cascalho.
- A I-11 em Boulder City, Nevada, tem uma interseção em nível com uma estrada de serviço somente para veículos autorizados que dá acesso ao Buchanan Boulevard e à uma subestação da Western Area Power Administration. Uma interseção para substituir essa interseção foi considerada.[13]
- A I-15 em Wheaton Springs, Califórnia (a leste de Mountain Pass) tem várias interseções em nível com estradas de terra, incluindo uma que leva a uma casa.
- A I-15 a oeste de Mesquite, Nevada, tem um cruzamento em nível com a Toquop Wash Road, uma estrada de terra. Outro ponto de acesso à Toquop Wash Road passa sob as pistas da I-15 no sentido sul e se conecta às pistas no sentido norte no canteiro central.
- A I-15 sentido sul perto de Cove Fort, Utah, tem uma interseção em nível com a Cinder Crater Road, uma estrada de asfalto e cascalho que dá acesso a caminhões para a pedreira Cinder Crater.
- A I-520 em Augusta, Geórgia, tem uma interseção em nível com uma estrada de cascalho e asfalto que dá acesso à Lovers Lane.
- A I-40, nas montanhas do oeste da Carolina do Norte, tem acesso em nível a várias estradas de terra, bem como um cruzamento parcialmente separado que não tem rampas ou RIROs, onde as estradas se conectam diretamente às faixas de rodagem da I-40.
- A I-40 no oeste do Texas tem oito pontos de acesso em nível para fazendas de gado com interrupções no canteiro central.
- A I-80 no sentido oeste, no oeste de Utah, no Deserto do Great Salt Lake, tem duas estradas de cascalho que se conectam diretamente à rodovia, uma acessando a obra de arte Metaphor: The Tree of Utah e outra em direção ao Cobb Peak.
- A I-80 no sentido oeste no noroeste de Nova Jérsia tem uma RIRO que dá acesso à Hainesburg Road no marco de milha 3,4.
- A I-94 em Fort Custer, a oeste de Battle Creek, Michigan, é o único exemplo de uma rodovia interestadual em Michigan que tem uma entrada de automóveis fechada (na 44th Street), o que facilita o acesso de veículos militares.

#### Outras interseções em nível
As pistas no sentido norte da I-5 em Washington fazem interseção com uma faixa de pedestres em nível a aproximadamente 30 m ao sul da fronteira com o Canadá. Essa faixa de pedestres permite o acesso dos pedestres a um monumento que faz parte do Peace Arch Park.

### Rodovias estreitas e não divididas
Esta seção aborda as rodovias de duas pistas e outras seções de rodovias estreitas ou não divididas da Interestadual, com exceção de instâncias de rotas contínuas que usam rampas de uma pista e pistas de convergência. Espaços estreitos entre direções opostas com barreiras de jersey com altura superior a 1,2 m (quatro pés) são excluídos desta seção; portanto, o critério de separação é realmente uma parede de 1,2 m (quatro pés) de altura ou um canteiro central de 30 m (100 pés) de largura, o que for maior.
- As 24 km (15 milhas) a oeste da I-40 na Carolina do Norte, na Harmon Den Wildlife Management Area, têm várias curvas em S, uma barreira de Jersey com acostamentos esquerdos extremamente estreitos e alguns cruzamentos em nível, embora no estilo RIRO.
- A I-55 entra no Tennessee vindo do Arkansas pela Ponte Memphis & Arkansas, que merece ser mencionada como uma ponte estreita de treliça. Logo a leste da ponte, a I-55 faz a transição de sua travessia leste-oeste do rio para o alinhamento norte-sul em direção a Jackson, Mississippi. Há um trevo que força o tráfego da I-55 a entrar e sair em um antigo trevo; em 2015, foram anunciadas melhorias, mas estão paradas. As melhorias no entroncamento I-55 / Crump Boulevard serão realizadas com a construção de novas faixas de passagem para o tráfego da linha principal da I-55, o que eliminará a necessidade de o tráfego interestadual usar rampas de baixa velocidade de faixa única para continuar na I-55. Uma nova interseção com rotatória de várias pistas será construída para substituir o trevo existente e proporcionar melhor acesso de e para a I-55 e as rodovias locais existentes.[14]
- A I-555 em seu terminal sul através do cruzamento I-55/U.S. 61/AR 77 torna-se uma rodovia de duas pistas sem divisão por 0,55 km.
- A I-70 é de pista única nos seguintes locais:
  - A I-70 no Kansas tem apenas uma faixa para o tráfego de passagem no sentido leste por várias centenas de metros em Kansas City, onde a rodovia se aproxima da Lewis and Clark Viaduct Bridge, que leva a rodovia sobre o Rio Kansas em direção a Kansas City, Missouri. A I-670, a apenas algumas quadras ao sul, oferece uma rota alternativa sem esse gargalo.
  - A I-70 na Virgínia Ocidental tem apenas uma pista por aproximadamente mil pés em Wheeling,[15] onde a rodovia entra no Wheeling Tunnel e cruza o Rio Ohio na Fort Henry Bridge. A I-470, nas proximidades, alivia essa situação.

- A Ponte de Mackinac, que transporta a I-75 sobre o Estreito de Mackinac entre St. Ignace e Mackinaw City, Michigan, não tem um canteiro central largo ou acostamentos rígidos devido a restrições de espaço. Também não possui uma barreira de Jersey, em vez disso, tem um divisor amarelo de 10 cm de altura entre as direções opostas (onde as pistas internas são uma grade de metal) ou uma linha amarela dupla plana (onde as pistas internas são pavimentadas). O limite de velocidade também é reduzido para 70 km/h (45 mph) para carros e 30 km/h (20 mph) para caminhões. A rodovia retorna ao padrão interestadual por cerca de 50 milhas até chegar à Ponte Internacional de Sault Ste. Marie, que tem pistas sem divisão até a fronteira entre o Canadá e os Estados Unidos no meio da ponte, onde termina a I-75.
- A Ponte das Mil Ilhas, que transporta a I-81 sobre parte do Rio Saint Lawrence, é uma estrada de duas pistas não divididas.

- A I-93 é uma rodovia dividida em duas pistas, ou "super duas", que passa por Franconia Notch, em Nova Hampshire. Uma rodovia interestadual de quatro pistas já foi proposta aqui, mas o conceito foi abandonado devido a preocupações ambientais, em parte por causa das vibrações que poderiam prejudicar a formação rochosa Old Man of the Mountain (que desmoronou em 2003). Essa seção da rodovia foi marcada por muitos anos como US 3 e "To I-93", mas agora foram substituídas por placas regulares da I-93. O Federal Highway Act of 1973 isenta esse trecho de 12,2 km (7,6 milhas) dos padrões das rodovias interestaduais que se aplicam a outros lugares, e essa rodovia é considerada a I-93 para todos os fins práticos.[16] Essa seção da I-93 em Nova Hampshire é agora a única seção remanescente de vários quilômetros de uma rodovia de duas pistas em uma rodovia interestadual nos Estados Unidos. Além disso, o estacionamento ao longo de trechos da I-93 através da Franconia Notch era permitido até o início de 2019, quando barreiras e sinalização foram colocadas devido a preocupações com a segurança.[17]
- Alguns trechos da rodovia interestadual usam uma máquina de transferência de barreiras em algumas pontes para converter faixas internas de uma direção para outra, onde seria muito caro atualizar/reconstruir uma ponte de maior capacidade. De qualquer forma, a distribuição do tráfego é fortemente assimétrica, dependendo da hora do dia. Esse tipo de ponte normalmente contém faixas não divididas sem a barreira flexível de Jersey que é manipulada por máquinas.

### Pontes móveis
Pelos padrões da Interstate, todas as pontes no Sistema Interestadual devem ser fixas para não interromper o fluxo de tráfego. No entanto, várias pontes do sistema são móveis:
- A I-5 cruza o Rio Columbia de Portland, Oregon, até Vancouver, Washington, na Ponte Interestadual, uma ponte de elevação vertical. O projeto Columbia River Crossing procurou substituir essa ponte até ser abandonado em 2013.[18] No entanto, em 2019, um novo projeto foi aprovado, programado para começar a trabalhar em 2025.[19]
- A I-110 tem uma ponte levadiça que atravessa a Back Bay of Biloxi em Biloxi, Mississippi.
- A I-64 - o Hampton Roads Beltway - cruza o South Branch Elizabeth River em Chesapeake, Virgínia, na High Rise Bridge, que é uma ponte levadiça, que deverá ser substituída por uma ponte fixa maior. Ela foi inaugurada em julho de 2022.[20][21]
- A I-264 tem uma ponte levadiça, a Berkley Bridge, que cruza o Rio Elizabeth em Norfolk, Virgínia.
- A I-278 tem uma ponte levadiça que cruza o Rio Bronx na cidade de Nova Iorque.
- A I-280 tem uma ponte de elevação vertical, a Ponte Memorial William A. Stickel, que cruza o Rio Passaic entre Newark e Harrison, Nova Jérsia.
- A I-95/I-495 passam juntas como a Capital Beltway sobre o Rio Potomac na Ponte Memorial Woodrow Wilson, um vão basculante de folha dupla. Embora a ponte original tenha sido substituída nos anos 2000, a nova ponte também tem uma ponte levadiça, embora com mais espaço vertical, resultando em menos aberturas do que a ponte antiga - cerca de 65 por ano, uma média de uma a cada seis dias.
- A I-695 tem uma ponte levadiça sobre Curtis Creek, ao sul de Baltimore e a oeste da Ponte Francis Scott Key. No entanto, essa seção do Baltimore Beltway não faz parte do Sistema Interestadual de Autoestradas e é oficialmente a Maryland Route 695, apesar da sinalização de interestadual na rodovia.[22]

### Caminhos cruzados de rodovia para rodovia sem conexão direta
- A I-271 em Ohio não tem um cruzamento direto com a seção I-80 da Ohio Turnpike; o tráfego faz o cruzamento entre as duas via I-77 e Ohio State Route 8, que passam nas proximidades.
- A I-475 não tem intercâmbio direto com a I-80/I-90 na Ohio Turnpike perto de Toledo, embora haja uma conexão indireta via US 20 e Dussel Drive.
- A I-476 não tem um entroncamento direto com a I-78 no condado de Lehigh, Pensilvânia, embora haja uma conexão indireta via US 22 e PA 309. Além disso, embora se conecte diretamente à I-80, o nível da rodovia é interrompido quando as rampas cruzam a PA 940.
- A I-81 conecta-se à I-76 por meio de estradas de nível US 11 em Carlisle, Pensilvânia.
- A Massachusetts Turnpike (I-90) passa sobre a I-391 sem intercâmbio em Chicopee, Massachusetts. O viaduto fica a cerca de 1,6 km ao norte do terminal sul da I-391 na I-91 e a aproximadamente 2,3 km do cruzamento da Mass Pike com a I-91 e a US 5.
- A I-95 (NJ Turnpike Pearl Harbor Memorial Extension) passa sob a I-295 sem intercâmbio em Columbus, Nova Jérsia.
- A I-195 passa sobre a I-895 sem intercâmbio perto de Halethorpe, Maryland.
- A I-295 passa sobre a I-276 sem intercâmbio direto em Município de Bristol, Pensilvânia, embora esteja em construção um intercâmbio que fornecerá conexão direta.
- A I-99 tem lacunas de conexão com a I-70/I-76 e a I-80 na região central da Pensilvânia, ambas passando por estradas de nível perto de Bedford e Bellefonte, Pensilvânia. Espera-se que a última se torne uma rodovia como parte da extensão norte da I-99 mencionada acima.

#### Proposta
A I-422 (proposta) não teria conexão direta com a I-22, embora as duas rotas se cruzem perto de Adamsville, Alabama.

## Lacunas de conexão
As interestaduais auxiliares (também conhecidas como interestaduais de três dígitos) têm o objetivo de se conectar à sua matriz diretamente ou por meio de uma interestadual com a mesma matriz (como a I-280 na Califórnia, conectada à I-80 pela I-680). Muitas vezes, essas lacunas de conexão ocorrem para eliminar concorrências entre outras rotas de três dígitos. As lacunas de autoestrada (sinalizadas ou não) que conectam oficialmente rotas auxiliares à principal são excluídas.

### Exemplos atuais
- Atualmente, a I-210 na Califórnia não se conecta diretamente à I-10 ou a qualquer um de seus ramais de acordo com a sinalização da rodovia. Ela era sinalizada até a I-10 até 1998, quando a California State Route 57 substituiu a parte da I-210 que passava por Covina e San Dimas para fornecer uma conexão adequada com a atual State Route 210. A antiga parte da I-210, agora conhecida como SR 57, ainda permanece no Sistema Interestadual de Autoestradas definido federalmente como Interstate 210, mantendo sua conexão com a I-10, mas não está sinalizada de acordo com a tradição do Caltrans de sinalizar as rodovias estaduais por sua definição estadual em vez da definição federal. A State Route 210, construída como uma extensão para substituir a Route 30, conecta-se à I-10 mais a leste em Redlands, e a Califórnia está solicitando que essa parte também seja assinada como I-210. Quando isso acontecer, essa lacuna será fechada.
- A I-238 não tem um pai. Anteriormente, ela fazia parte da California State Route 238, que foi construída de acordo com os padrões interestaduais, e foi adicionada ao Sistema Interestadual usando o mesmo número que tinha como rodovia estadual. Ela foi atualizada para ser uma rota auxiliar da I-80, mas não havia combinações de três dígitos disponíveis no momento em que a rota foi designada como interestadual. Além disso, os números de saída continuam a quilometragem da rodovia estadual em vez de começar do número 1.[23]
- Devido às revoltas nas rodovias no estado de Nova Iorque, que forçaram a interestadual a terminar prematuramente, nenhum dos ramais da I-78 na cidade de Nova Iorque (I-278, I-478, I-678, I-878) se conecta à estrada principal I-78, nem há nenhuma rua de superfície com uma designação de rota estadual com o mesmo número que continue com uma conexão sólida. A I-78 foi planejada para se estender para sudeste através da cidade de Nova Iorque pela Lower Manhattan Expressway, Williamsburg Bridge e Bushwick Expressway, depois para leste ao longo do que hoje é a I-878 e para norte ao longo do que hoje é a I-295. A I-78 teria então se dividido em dois ramais (as atuais I-295 e I-695), que terminariam na I-95.[24][25] I-478 comes the closest, and would have intersected I-78 as part of the Westway project;[26] A I-478 é a mais próxima e teria cruzado a I-78 como parte do projeto Westway;[27]: 10 esse projeto foi posteriormente cancelado.[28] A I-278, o único ramal da I-78 a sair da cidade de Nova Iorque, foi planejada para se estender para noroeste até a I-78 na New Jersey Route 24.[29] Como todos os ramais estão interconectados, apenas um deles precisa ser eventualmente conectado à sua rota principal para que todos estejam em conformidade com os padrões de numeração.
- Atualmente, a I-585 na Carolina do Sul não se conecta diretamente à I-85. Até 1995, a I-85 era roteada ao longo da atual I-85 Business. Naquele ano, a I-85 foi movida para o norte para contornar Spartanburg, enquanto a I-85 Business assumiu sua rota anterior, deixando a I-585 sem uma conexão com sua rota principal até que as atualizações da rodovia US 176 existente estejam concluídas.
- A partir de julho de 2022, a I-587 na Carolina do Norte não se conecta com sua rota principal, a I-87. As melhorias na rodovia US 264 existente, da US 64 à I-95 e aos padrões da Interstate, bem como a extensão da I-87 por meio de melhorias na US 64, conectarão a I-587 à sua rota principal.
- A I-335 em Oklahoma não terá uma conexão com sua rota principal, a I-35, até que seja construída uma extensão da estrada até Purcell.
- Várias rotas interestaduais de três dígitos não estão sinalizadas em alguns trechos, o que leva algumas pessoas a pensar que há lacunas de conexão. Essas chamadas lacunas de conexão não têm concorrências internas não sinalizadas em outros segmentos de rodovias interestaduais entre a "rota principal" e o terminal sinalizado.